# United States Foreign Service

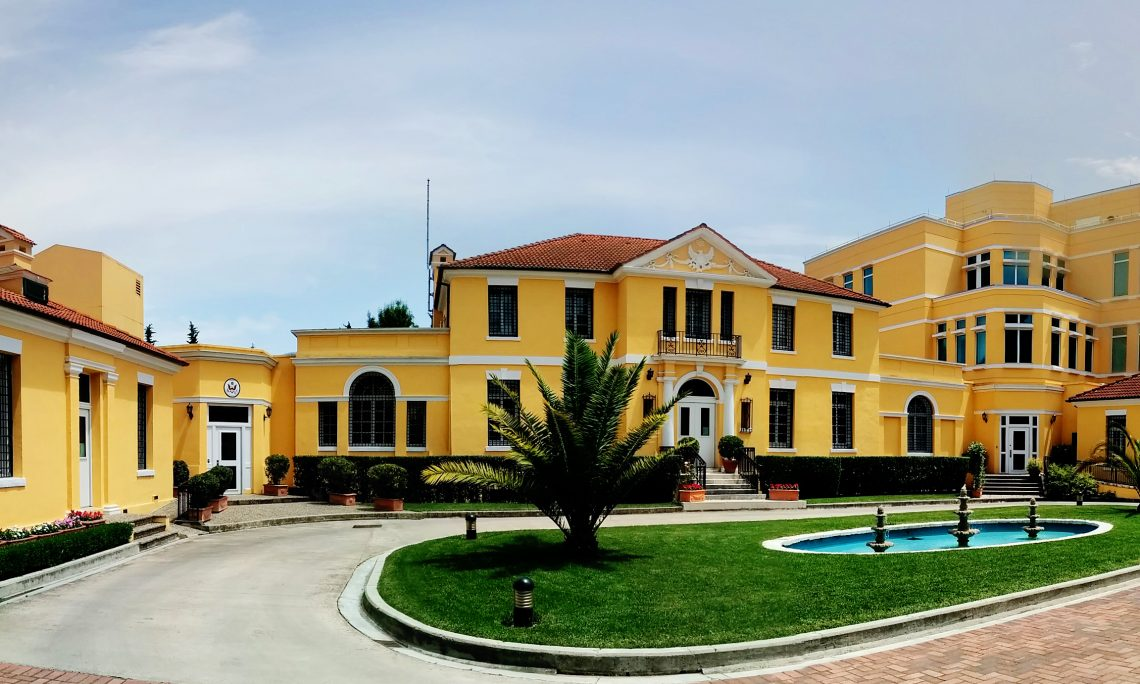
Botschaft der Vereinigten Staaten in Tirana

Der United States Foreign Service ist der auswärtige Dienst der Vereinigten Staaten im Geschäftsbereich des Außenministeriums. Sitz ist das Harry S. Truman Building in Washington, D.C. Mitsamt den Ortskräften gibt es 15.150 Mitarbeiter.

Auslandsvertretungen der Vereinigten Staaten (Stand: 2003)

Dienstorte sind die über 270 diplomatischen Vertretungen sowie Washington, D.C. (Department of State, Landwirtschaftsministerium, Handelsministerium, Agency for International Development, Foreign Commercial Service, Foreign Agricultural Service und International Broadcasting Bureau). Die meisten Dienststellen sind klassische Auslandsvertretungen. Wie weltweit üblich, werden die Posten nach zwei bis drei Jahren gewechselt.

## Bedienstete
Derzeit sind etwa 13.000 Mitarbeiter im auswärtigen Dienst der USA tätig.
Fachlich qualifizierte Angehörige sind Foreign Service Officers oder Foreign Service Specialists; beides sind Amtsbezeichnungen von Beamten. Anwärter müssen bereits bei Einstellung ein abgeschlossenes Studium vorweisen. Die niedrigste Qualifikation ist A-100 Class. Die Bewerbung ist nur online über USAJobs möglich.
Das Personal wird am Foreign Service Institute des George P. Shultz National Foreign Affairs Training Center in Arlington County, Virginia, aus- und weitergebildet.

## Leitung

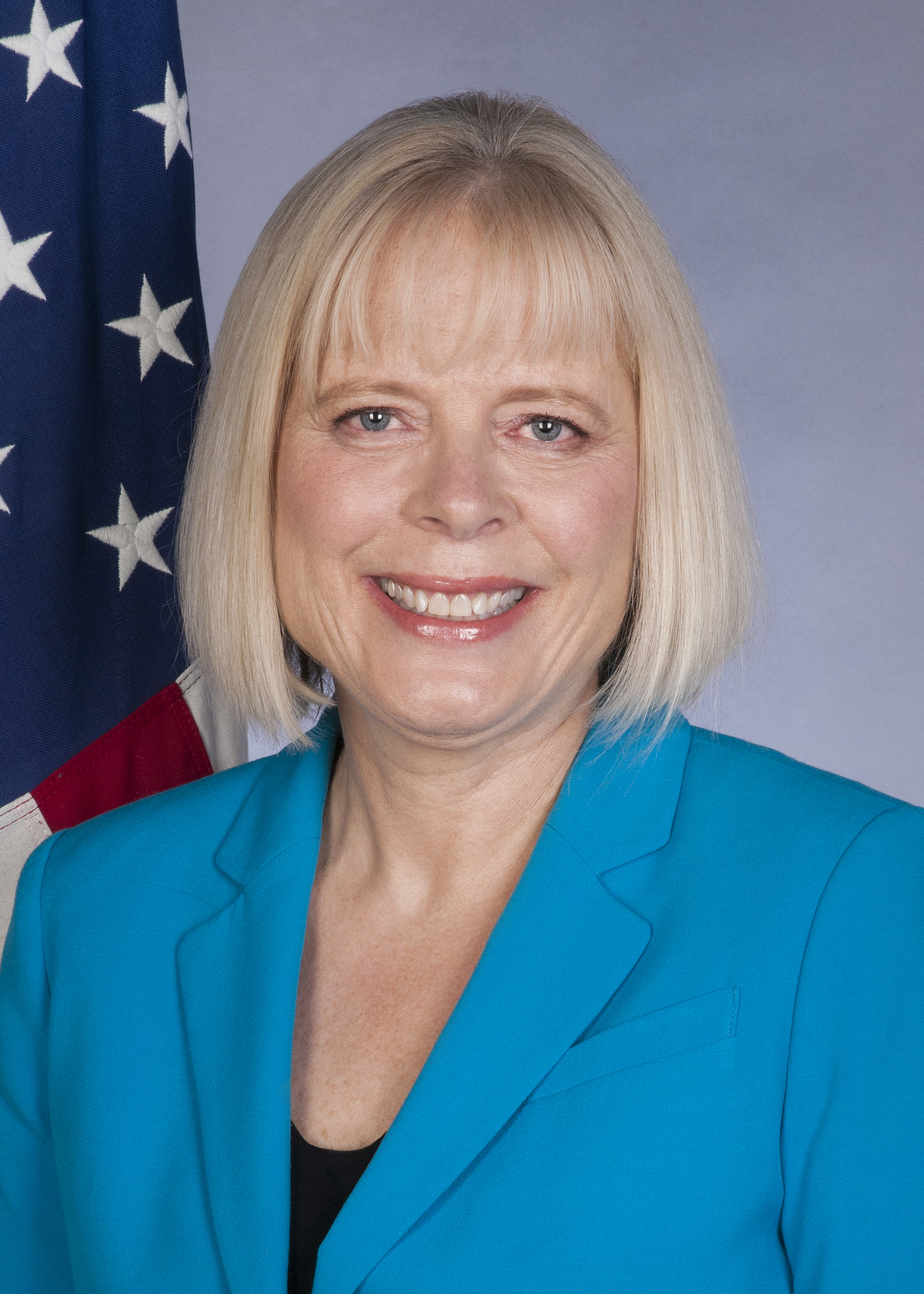
Derzeitiger Director General Carol Z. Perez (2016)

Der United States Foreign Service wird von einem Director General geleitet, der vom Präsident der Vereinigten Staaten auf Vorschlag des Senats ernannt wird. Der Director General ist per Gesetz ein aktiver oder ehemaliger Foreign Service Officer. Derzeitige Leiterin ist die ehem. Botschafterin Carol Z. Perez.

### Liste
| Name                         | Zeitraum                      | Präsidentschaft                       |
| ---------------------------- | ----------------------------- | ------------------------------------- |
| Selden Chapin                | 1946-11-13 – 1947-04-30       | Harry S. Truman                       |
| Christian M. Ravndal         | 1947-05-01 – 1949-06-23       | Harry S. Truman                       |
| Richard Porter Butrick       | 1949-09-07 – 1952-04-01       | Harry S. Truman                       |
| Gerald Augustin Drew         | 1952-03-30 – 1954-10-18       | Harry S. Truman, Dwight D. Eisenhower |
| Raymond A. Hare              | 1954-10-19 – 1956-08-29       | Dwight D. Eisenhower                  |
| Joseph Charles Satterthwaite | 1957-05-06 – 1958-09-01       | Dwight D. Eisenhower                  |
| Waldemar John Gallman        | 1958-11-17 – 1961-01-31       | Dwight D. Eisenhower                  |
| Tyler Thompson               | 1961-05-14 – 1964-02-15       | John F. Kennedy, Lyndon B. Johnson    |
| Joseph Palmer II             | 1964-02-16, 1964 – 1966-04-10 | Lyndon B. Johnson                     |
| John Milton Steeves          | 1966-08-01 – 1969-07-31       | Lyndon B. Johnson                     |
| John Howard Burns            | 1969-08-01 – 1971-06-15       | Richard Nixon                         |
| William O. Hall              | 1971-07-05 – 1973-09-30       | Richard Nixon                         |
| Nathaniel Davis              | 1973-11-13 – 1975-03-17       | Richard Nixon, Gerald Ford            |
| Carol Laise                  | 1975-04-11 – 1977-12-26       | Gerald Ford                           |
| Harry G. Barnes, Jr.         | 1977-12-22 – 1981-02-08       | Jimmy Carter                          |
| Joan Margaret Clark          | 1981-07-27 – 1983-10-24       | Ronald Reagan                         |
| Alfred Atherton              | 1983-12-02 – 1984-12-28       | Ronald Reagan                         |
| George Southall Vest         | 1985-06-08 – 1989-05-03       | Ronald Reagan                         |
| Edward Joseph Perkins        | 1989-09-22 – 1992-05-07       | George H. W. Bush                     |
| Genta Hawkins Holmes         | 1992-09-07 – 1995-08-18       | George H. W. Bush, Bill Clinton       |
| Anthony Cecil Eden Quainton  | 1995-12-29 – 1997-08-22       | Bill Clinton                          |
| Edward William Gnehm         | 1997-08-25 – 2000-06-14       | Bill Clinton                          |
| Marc Isaiah Grossman         | June 19, 2000–2001            | Bill Clinton                          |
| Ruth A. Davis                | 2001-06-15 – 2003-06-30       | George W. Bush                        |
| W. Robert Pearson            | 2003-10-07 – 2006-02-27       | George W. Bush                        |
| George McDade Staples        | 2006-05-25 – 2007-06-27       | George W. Bush                        |
| Harry K. Thomas, Jr.         | 2007-09-21 – 2009-06-24       | George W. Bush, Barack Obama          |
| Nancy Jo Powell              | 2009-08-03 – 2012             | Barack Obama                          |
| Linda Thomas-Greenfield      | 2012-04-02 – 2013-08-02       | Barack Obama                          |
| Arnold A. Chacón             | 2014-12-22 – 2017-06-02       | Barack Obama, Donald Trump            |
| Carol Z. Perez               | 2019-02-01, 2019 – dato       | Donald Trump                          |

## Flaggen
Es werden folgende diplomatische Flaggen verwendet:

Botschafter
Foreign Service Officer
Consular officer